# Syrrhopodon mahensis
Syrrhopodon mahensis är en bladmossart som beskrevs av Bescherelle 1880. Syrrhopodon mahensis ingår i släktet Syrrhopodon och familjen Calymperaceae. Inga underarter finns listade i Catalogue of Life.